# Stretto di Peleng
Lo stretto di Peleng (indonesiano: Selat Peleng) è un braccio di mare che separa la parte nord-orientale dell'isola di Sulawesi da Peleng. Lo stretto collega il golfo di Tolo, ad ovest, con il mar delle Molucche, ad est. Ha una lunghezza di 120 km e una larghezza massima di 20 km. Il centro principale e più importante porto è Luwuk, sulla costa di Sulawesi.